# Писарчук Юрій Олександрович
Ю́рій Олекса́ндрович Писарчу́к — солдат Збройних сил України. Брав участь у боях за Дебальцеве.

## Нагороди
За особисту мужність і героїзм, виявлені у захисті державного суверенітету та територіальної цілісності України, вірність військовій присязі під час російсько-української війни нагороджений
- орденом «За мужність» III ступеня (26.2.2015).